# 汉和防务评论
《汉和防务评论》是一家加拿大的在線军事杂志，曾經發行實體軍事月刊，在加拿大多伦多有正式注册的民营通讯社漢和信息中心（Kanwa Information Center），以英语、日语和中文三种文字定期出版。該杂志出版有关中国及东亚地区的军事、外交、国防相关的各种新闻通讯、原始图片和参考报告，杂志内容时常被美国、英国、日本、中国的通讯社、报纸和研究机构引用。平可夫爲該杂志的重要撰稿人，创办人兼总编辑。
据其官网介绍，“汉和”是指中国（汉）和日本（和）。

## 争议
- 《汉和》曾于2007年宣称日本海上自衛隊八八舰队实战能力超过中国人民解放军海军。[3]
- 《汉和》主办人平可夫曾于2009年声称中国人民解放军空军第四代战机在10年内都不会出现，并以《汉和》停刊作为赌注。然而2012年中国官方公布歼-20试飞，其各项参数虽然暂未公布，且盛传其发动机为俄制。由於中國媒体都认可歼-20为标准五代战斗机，但《汉和》并未因此停刊，於是遭到中國大陸网民质疑。
- 轰-6K搭配长剑-10导弹服役后，《汉和》称“这使中国成了继美国、俄罗斯、英国后第四个坐拥战略轰炸机的国家”、“让美国非常担忧”，立刻受到了大陆传媒的大量转登，如《环球时报》。但是其说法存在基础性错误：Tu-16从1950年代诞生起就是战略轰炸机，而且这已是中国自Tu-4起拥有的第二种战略轰炸机；英国退役掉所有战略轰炸机是在1993年，比法国幻影IV式的1996年还早。
- 2013年日本海上自衛隊出雲艦下水后，《汉和》称其若搭载8架F-35战力就可匹敌辽宁舰。[4]
- 《汉和》被中国大陆部分网友指责盗用网友在军事论坛上发布的图片，有网友对此在相关图片上附加“防火防盗防平秃（平可夫）”之类的浮水印以防止被盗用。

## 停刊
平可夫2019年10月8日向中央通訊社記者說，“反對逃犯條例修訂草案運動”爆發以後，經常發生的示威衝擊導致不少報攤關閉，間接影響雜誌的銷量。
為了節省開支，漢和防務預定2019年10月發行11月和12月雙月刊，12月繼續發行單月刊，2020年1月暫停發行。

## 網站
- 官方网站